# Липа (община Неготино)
Вижте пояснителната страница за други значения на Липа.
Липа (на македонска литературна норма: Липа) е село в Северна Македония, в община Неготино.

## География
Липа е разположено на 10 километра източно от град Неготино на десния бряг на Вардар в подножието на Конечката планина (Серта).

## История
В XIX век Липа е изцяло българско село в Тиквешка кааза на Османската империя. Според статистиката на Васил Кънчов („Македония. Етнография и статистика“) от 1900 година Липа има 120 жители, всички българи християни.
По данни на секретаря на Българската екзархия Димитър Мишев („La Macédoine et sa Population Chrétienne“) в 1905 година в селото (Lipa) има 96 българи екзархисти.
След Междусъюзническата война в 1913 година селото попада в Сърбия.
На етническата си карта от 1927 година Леонард Шулце Йена показва Липа (Lipa) като смесено българо-християнско и българо-мохамеданско (помашко) село.
Селото е изоставено.